# Endoxyla eumitra
Endoxyla eumitra is een vlinder uit de familie van de Houtboorders (Cossidae). De wetenschappelijke naam van de soort is voor het eerst gepubliceerd in 1926 door Alfred Jefferis Turner.
De soort komt voor in Australië.